# 加尔各答地铁
加尔各答地铁是服务于印度西孟加拉邦加尔各答的地铁系统，自1984年开始正式运营。截至2024年3月，加尔各答地铁4條營運中的路線為1号线、2号线（西段、東段）、3號線南段及6號線南段，另有四條线路正在建设（2號線中段、3號線北段、4號線及6號線北段）。加尔各答地鐵1号线是印度開通的第一条地铁。雖然1號線的規劃史可追溯至1920年代，其建設工程直到1970年代才正式開始。 2號線（東西走廊）一期則於2020年2月13日通車。3號線南段於2022年12月30日通車。目前加爾各答地鐵共有48個車站，运营中线路總長59.38公里。

## 历史
1919年9月，於西姆拉舉行的一節皇家立法會會議，一個由學者Walter Ewing Crum建立的委員會建議在加爾各答興建一條全長10.4公里、穿越胡格利河的地鐵線，以連接加爾各答西部的豪拉和東部的Bagmari。當時預計建造價格為3,526,154英鎊（於2019年約等於9千3百萬美金）。該建議路線較現今的加尔各答地鐵2号线（東西走廊）短約4公里。另外，委員會亦曾建議興建一條作為南北走廊的地鐵線。地下鐵路工程師Harley Dalrymple-Hay則於1921年為加爾各答規劃東西走廊地下鐵路，並記錄於他的著作《加爾各答地下鐵路》。然而，由於缺乏資金，地鐵工程並沒有展開。
印度独立之后，加尔各答市内的交通状况唤醒了城市规划者、西孟加拉邦政府及印度政府的重视。因为加尔各答地面上道路面积仅占4.2% ( 在德里道路面积已达25% )，试图增加现有公交系统车辆已被確認無法有效改善市內交通。
为了寻找其他的解决之道，西孟加拉邦政府在1969年成立了都市交通工程局。在蘇聯專家和東德工程師的協助下，工程局擬定了一份為加爾各答地鐵建設5条地铁线路的总计划，目標於1971年建成全长97.5公里的5条地铁线路。然而，最終被選中興建的只有3条地铁线路：
1. 杜姆杜姆 – Tollygunge （全长16.45公里）(1號線，現有路線則延長為達克希涅斯瓦 – 新Garia)
2. 比丹納加爾 – Ramrajatala (2號線，現有路線被縮短至豪拉馬坦)
3. 達克希涅斯瓦 – Thakurpukur (現有路線則分拆為1號線：達克希涅斯瓦 – Noapara 和 3號線（部分營運中、部分建設中）： 河濱 – Joka )

### 南北走廊
政府其後決定首先為繁忙的杜姆杜姆 – Tollygunge南北轴线興建地铁，並於1972年6月1日批准其建設工程。此外，所有鐵路線的完工期限亦修改至1991年1972年12月29日，时任印度总理英迪拉·甘地為1號線建設工程奠基。1973-74年，建設工程展開最初，蘇聯顧問建議使用明挖回填的方式建造隧道，並使用地下連續牆支撐周圍的軟土層。然後，當局於1977年決定以盾構法和明挖回填方式以興建隧道穿越人口密集區、渠管、電纜、電話線路、電車線、運河等構築物下方。
自开工之日起，建設工程就要面對遷移地下設施、所需工程物料間歇性不足和資金持續不足的問題。直到1977年，新選出的西孟加拉邦首席部長喬蒂·巴蘇始批准為工程追加撥款。儘管工程困難，1984年10月24日，1號線河濱（Esplanade）至Bhowanipore（今Netaji Bhavan）段（中段）通車。位於北部的另一段線路（杜姆杜姆至Belgachhia段）（北段）也於同年11月12日開通營運。中段由於暫未与位於杜姆杜姆和Tollygunge的两个车库相连，所以暫時只能单线运营。1986年4月29日，中段運營路段延伸至Tollygunge，开始复线运营。此時中段全長9.79公里，車站達11個。1號線的地下隧道幾乎全部以明挖回填方式建造，只有Belgachhia至Shyambazar長1.09公里的區間，由於此段需穿過一座鐵路車廠（今加爾各答火車站）和護城河，隧道由鑽挖方式建造。
由於使用率低，北段於1992年10月26日起暫時關閉。1994年8月13日，北段重開，營運路段由Belgachhia向南延伸至Shyambazaar。1994-5年，北段和中段的營運路段逐漸延伸至加爾各答市中心。1995年9月27日，北、中段之間的最後一段鐵路通車营運，聖雄甘地路站啟用。此時1號線終於实现全线营运。
在1999-2000年，1號線由Tollygunge沿著高架橋南延至新Garia的建設工程獲批。 Mahanayak Uttam Kumar至詩人納茲魯站於2009年通車，詩人納茲魯至詩人蘇巴斯站一段則於2010年建成通車。
2011年時，1號線的營運時間為早上5點45分到晚上9点55分。高峰（0800-1200，以及1630-1930 IST）时间间隔为5分钟，平峰为10分钟一班。周日运营時間為早上9点45分至晚上9点55分，间隔15分钟。
1號線於2013年7月10日、2021年2月22日先後北延至Noapara及達克希涅斯瓦火車站。

### 東西走廊

1號線（藍）和2號線（綠）的開通過程

1971年的地鐵發展計劃亦有一條東西走廊，連接衛星城市比丹納加爾、交通樞紐Sealdah、河濱區（Esplanade，中央商務區）和豪拉，途中穿越胡格利河河底。2008年，總理曼莫漢·辛格批准造價達1.5億美金的地鐵東西線建造工程。工程於2009年2月22日奠基，並於同年3月展開。為推展建設工程，加尔各答地铁集团有限公司成立。西孟加拉邦政府、印度政府（都市發展部）和國際協力機構分別持有此公司30%、25%、45%股份。然而於2011年，西孟加拉邦政府退股，並將其股份轉移至印度鐵道部和國際協力機構。
2012年，西孟加拉邦首席部長瑪瑪塔·班納吉（Mamata Banarjee）認為原有計劃會影響市中心的商戶和居民，提議重劃市中心的一段綫路。為了避免影響整個建設工程，加尔各答地铁集团有限公司和國際協力機構均要求西孟加拉邦政府堅持原本的規劃。然而，西孟加拉邦政府仍於2013年強行通過路線改劃。此舉改變了Mahakaran站的位置，並使路線總長度增加了2公里。其後，加尔各答地铁集团於2015年認可Sealdah至豪拉之間的路線改劃，並指改劃能增加乘客量，使營收增加30%。
在原有規劃中，東西線會穿過中央（Central）站下方。路線重劃後，東西線北移，並改為穿過河濱（Esplanade）站下方。由於河濱站下方有方型鋼製樁柱，鑽挖機無法切開鋼柱。為解決此問題，承建方使用新奧工法另挖一條小隧道，以人手切開鋼柱。此外，於2019年9月，建造河濱至Sealdah一段東行軌道時，鑽挖機遇上含水層，並隨即引致地陷，破壞超過80棟房屋，影響逾600人。這些問題均使建設工程受到延誤。
2020年2月13日，2號線東段（架空段）（鹽湖體育場 － 鹽湖第5區）通車。同年10月4日，2號線西延一站至其首個地下車站Phoolbagan。 2021年5月15日，2號線地下段的鑽挖工程完成。
2022年7月12日，2號線第2A階段完工，並西延一站至Sealdah。
2024 年 3 月 6 日，印度總理納倫德拉·莫迪為2號線西段（豪拉馬坦 - 河濱）段揭幕，2號線建設中路段僅剩下河濱 - Sealdah 一段（長 2.9 公里）尚未通車。

### 3號線（紫線）
在規劃中，3號線將設有14座車站，連接加爾各答市中心的河濱區（經過B. B. D. Bagh）和南部的Joka（遠期延伸至Diamond Park）。由於受到土地徵收問題和印度國防部反對影響，3號線建設工程自一開始就不斷延誤。印度國防部認為該線規劃走線中有架空路段俯瞰位於威廉堡的東指揮總部和位於Mominpore的軍火庫，因此反對有關規劃。最終相關路段需改設於地底，使總工程造價由₹139 克若（1千9百萬美金）急升至₹3,000 克若（4億2千萬美金）。
此外，於2018年9月4日，鄰近馬德哈特火車站的馬德哈特橋倒塌，導致3人死亡、至少25人受傷。
儘管並沒有證據指明3號線地鐵建設與橋樑倒塌有關，但倒塌位置鄰近3號線馬德哈特站的工地，引致3號線該段工程出現進一步延誤。
2022年12月30日，印度總理納倫德拉·莫迪、西孟加拉邦首席部長瑪瑪塔·班納吉及印度鐵道部部長共同主持3號線南段（Joka - Taratala）的開幕儀式。儀式結束後，來自聖托馬斯男校等當地學校的學生成為第一批乘搭3號線南段的人。
2024 年 3 月 6 日，印度總理納倫德拉·莫迪遠端主持了馬德哈特 - Taratala 段的落成儀式，象徵3號線第1階段全數通車。

### 6號線（橙線）
2024 年 3 月 6 日，印度總理納倫德拉·莫迪遠端主持了第一階段（詩人蘇巴斯 - Hemanta Mukhopadhyay，5.4 公里長）的落成儀式。

## 路線
現時2號線東段及3號線個別獨立營運，與1號線之間未有轉乘站。河濱站為2號線西段與1號線的轉乘站；詩人蘇巴斯站則為6號線與1號線的轉乘站。

### 營運中线路
|                   |                |               |              |              |                           |                            |
| 线路              | 开通时间       | 最近延长时间  | 營運中车站数 | 长度（公里） | 兩端總站                  | 兩端總站                   |
| 1号线（藍线）     | 1984年10月24日 | 2021年2月22日 | 26           | 31.36        | 達克希涅斯瓦              | 詩人蘇巴斯（Kavi Subhash） |
| 2号线（綠线）西段 | 2024年3月6日   |               | 4            | 4.8          | 豪拉馬坦（Howrah Maidan） | 河濱（Esplanade）          |
| 2号线（綠线）東段 | 2020年2月13日  | 2022年7月11日 | 8            | 9.1          | Sealdah                   | 鹽湖第5區                  |
| 3号线（紫线）     | 2022年12月30日 |               | 7            | 7.75         | 馬德哈特                  | Joka                       |
| 6号线（橙线）     | 2024年3月6日   |               | 5            | 5.4          | Hemanta Mukhopadhyay      | 詩人蘇巴斯                 |

### 建設中路段
| 线路          | 預計开通时间                                                 | 建設中路段车站数 | 路段長度（公里） | 兩端總站             | 兩端總站                                      |
| ------------- | ------------------------------------------------------------ | ---------------- | ---------------- | -------------------- | --------------------------------------------- |
| 2号线（綠线） | 2024年                                                       | -                | 2.7              | 河濱                 | Sealdah                                       |
| 3号线（紫线） | 2028年                                                       | 5                | 7.33             | 河濱                 | 馬德哈特                                      |
| 4号线（黃线） | 2024年 (Noapara–杜姆杜姆軍營)                                | 10               | 16.88            | Noapara              | Biman Bandar （Biman Bandar-Barasat段待建）   |
| 6号线（橙线） | 2025 (VIP Bazar – Beleghata) 2026 (Beleghata – 資訊科技中心) | 24               | 29.87            | Hemanta Mukhopadhyay | Jai Hind（內塔吉·蘇巴斯·錢德拉·鮑斯國際機場） |

### 1號線（藍線）

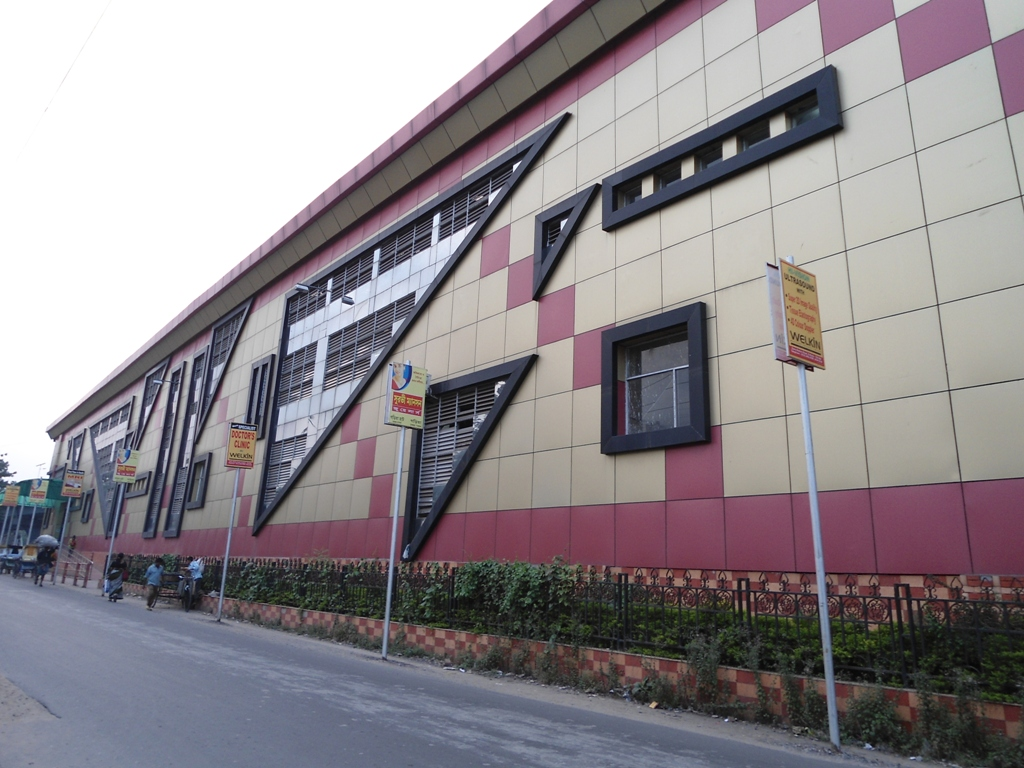
Shahid Khudiram 地鐵站

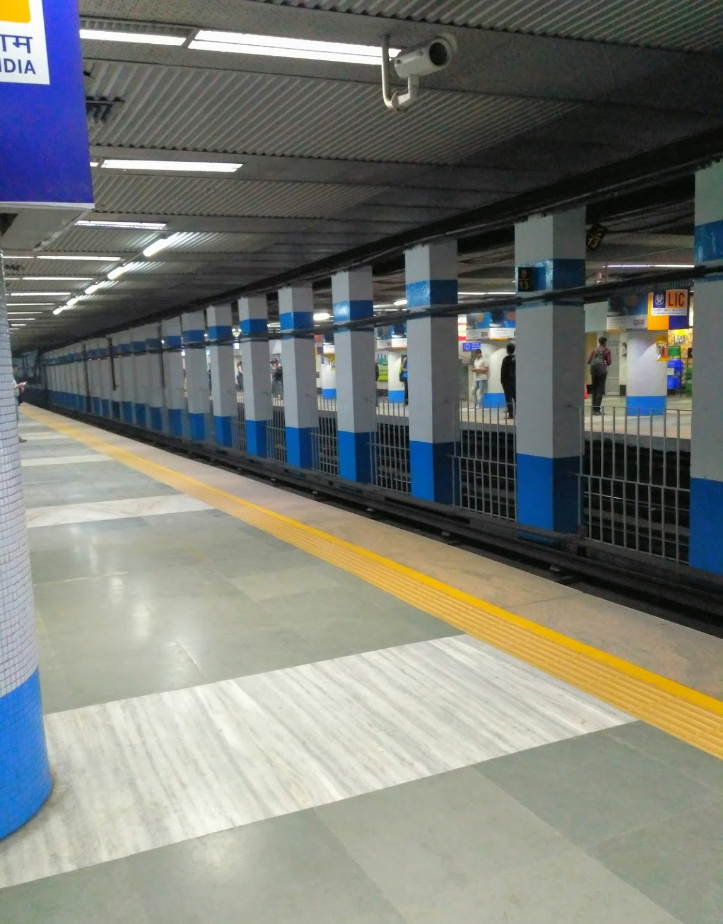
公園街站月台

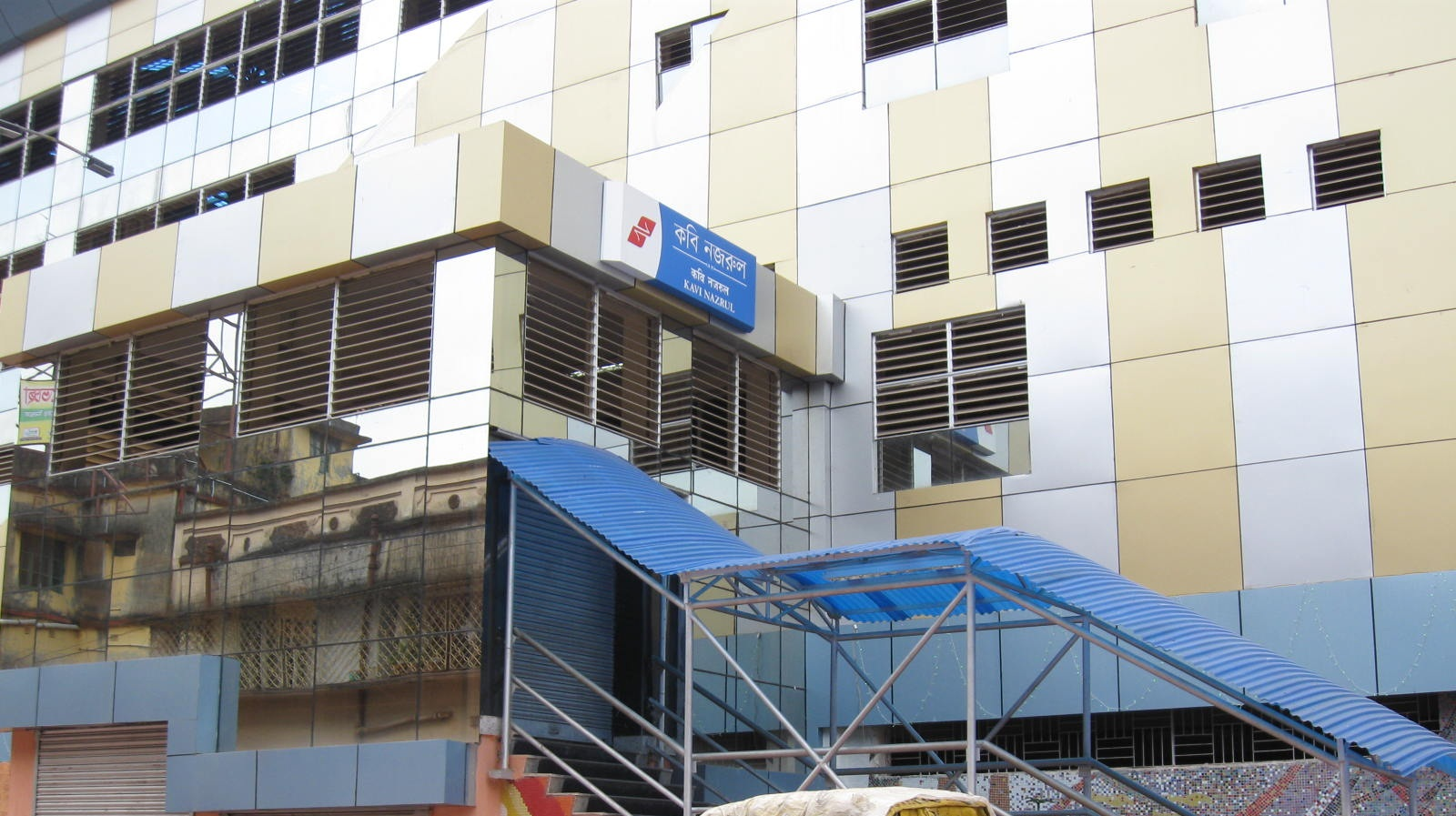
詩人納茲魯站的出站通道

1號線共有26座車站，其中15座位於地下，2座位於地面，9座為高架站。所有地下車站（公園街站除外）均設島式月台；所有高架車站（Noapara站除外）均設側式月台。Noapara站將會成為1、4號線的轉乘站，因此設有島式月台。1號線平均站距為1.14公里。由於1號線使用第三軌供電， Jatin Das 公園、中央和 Shyambazar站設有變電站。車廂並未設有空調系統。
乘客可於杜姆杜姆、Rabindra Sarobar、詩人蘇巴斯、伯勒讷格尔和達克希涅斯瓦站換乘加爾各答郊區鐵路。
| 1號線開通歷史 | 1號線開通歷史                         | 1號線開通歷史                         | 1號線開通歷史    | 1號線開通歷史 |
| 開通日期      | 兩端終點                              | 兩端終點                              | 長度             |               |
| ------------- | ------------------------------------- | ------------------------------------- | ---------------- | ------------- |
| 1984-10-24    | 河濱                                  | Bhowanipore                           | 3.40（2.11英里） |               |
| 1984-11-12    | 杜姆杜姆                              | Belgachhia                            | 2.15（1.34英里） |               |
| 1986-4-29     | Bhowanipur (今 Netaji Bhaban)         | Tollygunge (今 Mahanayak Uttam Kumar) | 4.24（2.63英里） |               |
| 1994-8-13     | Belgachhia                            | Shyambazar                            | 1.63（1.01英里） |               |
| 1994-10-2     | 河濱                                  | Chandni Chowk                         | 0.71（0.44英里） |               |
| 1995-2-19     | Shyambazar                            | 吉里什公園                            | 1.92（1.19英里） |               |
| 1995-2-19     | Chandni Chowk                         | 中央                                  | 0.60（0.37英里） |               |
| 1995-9-27     | 中央                                  | 吉里什公園                            | 1.80（1.12英里） |               |
| 2009-8-22     | Tollygunge（今 Mahanayak Uttam Kumar) | Garia Bazar（今詩人納茲魯站）         | 5.85（3.64英里） |               |
| 2010-10-7     | Garia Bazar （今詩人納茲魯站）        | 新Garia （今詩人蘇巴斯站）            | 3.00（1.86英里） |               |
| 2013-7-10     | 杜姆杜姆                              | Noapara                               | 2.09（1.30英里） |               |
| 2021-2-22     | Noapara                               | 達克希涅斯瓦                          | 4.1（2.5英里）   |               |
| 全線          | 達克希涅斯瓦                          | 新Garia（今詩人蘇巴斯站）             | 31.3（19.4英里） |               |

| 1  | 詩人蘇巴斯 Kavi Subhash             | কবি সুভাষ        | 2010-10-7  | 6號線（詩人蘇巴斯 - Hemanta Mukhopadhyay）、 新Garia火車站 （通勤鐵路南線） | 地面 | 南端終點，亦稱新Garia        |
| 2  | 沙希德·胡迪拉姆 Shahid Khudiram     | শহিদ ক্ষুদিরাম     | 2010-10-7  |                                                                             | 高架 | 亦稱 ঢালাই ব্রিজ Dhalai橋        |
| 3  | 詩人納茲魯 Kavi Nazrul              | কবি নজরুল       | 2009-8-22  |                                                                             | 高架 | 亦稱Garia Bazar              |
| 4  | 吉檀迦利 Gitanjali                  | গীতাঞ্জলি         | 2009-8-22  |                                                                             | 高架 | 亦稱Naktala                  |
| 5  | 大師達·蘇利耶·森 Masterda Surya Sen | মাস্টারদা সূর্য সেন  | 2009-8-22  |                                                                             | 高架 | 亦稱Bansdroni                |
| 6  | Netaji                              | নেতাজি           | 2009-8-22  |                                                                             | 高架 | 亦稱Kudghat                  |
| 7  | Mahanayak Uttam Kumar               | মহানায়ক উত্তমকুমার | 1986-4-29  | 電車                                                                        | 地面 | 亦稱Tollygunge               |
| 8  | Rabindra Sarobar                    | রবীন্দ্র সরোবর    | 1986-4-29  | Tollygunge火車站 （通勤鐵路環狀線、南線Budge Budge分支）和 電車             | 地底 |                              |
| 9  | Kalighat                            | কালীঘাট          | 1986-4-29  | 電車                                                                        | 地底 |                              |
| 10 | Jatin Das 公園 Jatin Das Park       | যতীন দাস পার্ক    | 1986-4-29  |                                                                             | 地底 |                              |
| 11 | Netaji Bhavan                       | নেতাজি ভবন       | 1984-10-24 |                                                                             | 地底 |                              |
| 12 | Rabindra Sadan                      | রবীন্দ্র সদন     | 1984-10-24 |                                                                             | 地底 |                              |
| 13 | 馬坦 Maidan                         | ময়দান          | 1984-10-24 |                                                                             | 地底 |                              |
| 14 | 公園街 Park Street                  | পার্ক স্ট্রীট      | 1984-10-24 | （建設中） 3號線                                                            | 地底 |                              |
| 15 | 河濱                                | এসপ্ল্যানেড       | 1984-10-24 | 2號線（西段）、電車                                                         | 地底 |                              |
| 16 | Chandni Chowk                       | চাঁদনি চক        | 1995-2-15  |                                                                             | 地底 |                              |
| 17 | 中央 Central                        | সেন্ট্রাল         | 1995-2-15  |                                                                             | 地底 |                              |
| 18 | 聖雄甘地路 Mahatma Gandhi Road      | মহাত্মা গান্ধী রোড   | 1995-9-27  |                                                                             | 地底 |                              |
| 19 | 吉里什公園 Girish Park              | গিরিশ পার্ক       | 1995-2-15  |                                                                             | 地底 |                              |
| 20 | Shobhabazar Sutanuti                | শোভাবাজার সুতানুটি    | 1995-2-15  |                                                                             | 地底 |                              |
| 21 | Shyambazaar                         | শ্যামবাজার        | 1995-2-15  | 電車                                                                        | 地底 |                              |
| 22 | Belgachhia                          | বেলগাছিয়া         | 1984-11-12 |                                                                             | 地底 |                              |
| 23 | 杜姆杜姆 Dum Dum                    | দমদম          | 1984-11-12 | 杜姆杜姆交匯火車站 （通勤鐵路環狀線、東線、Chord Link線）                   | 高架 |                              |
| 24 | Noapara                             | নোয়াপাড়া          | 2013-7-10  | （建設中） 4號線                                                            | 高架 | 加爾各答最大的地鐵站         |
| 25 | 伯勒讷格尔 Baranagar                | বরাহনগর        | 2021-2-22  | 伯勒讷格尔路火車站（通勤鐵路Chord Link線）、 5號線（待建）                  | 高架 |                              |
| 26 | 達克希涅斯瓦 Dakshineswar           | দক্ষিণেশ্বর       | 2021-2-22  | 達克希涅斯瓦火車站（通勤鐵路Chord Link線）                                  | 高架 | 北端終點，鄰近達克希涅斯瓦寺 |

### 2號線（綠線）

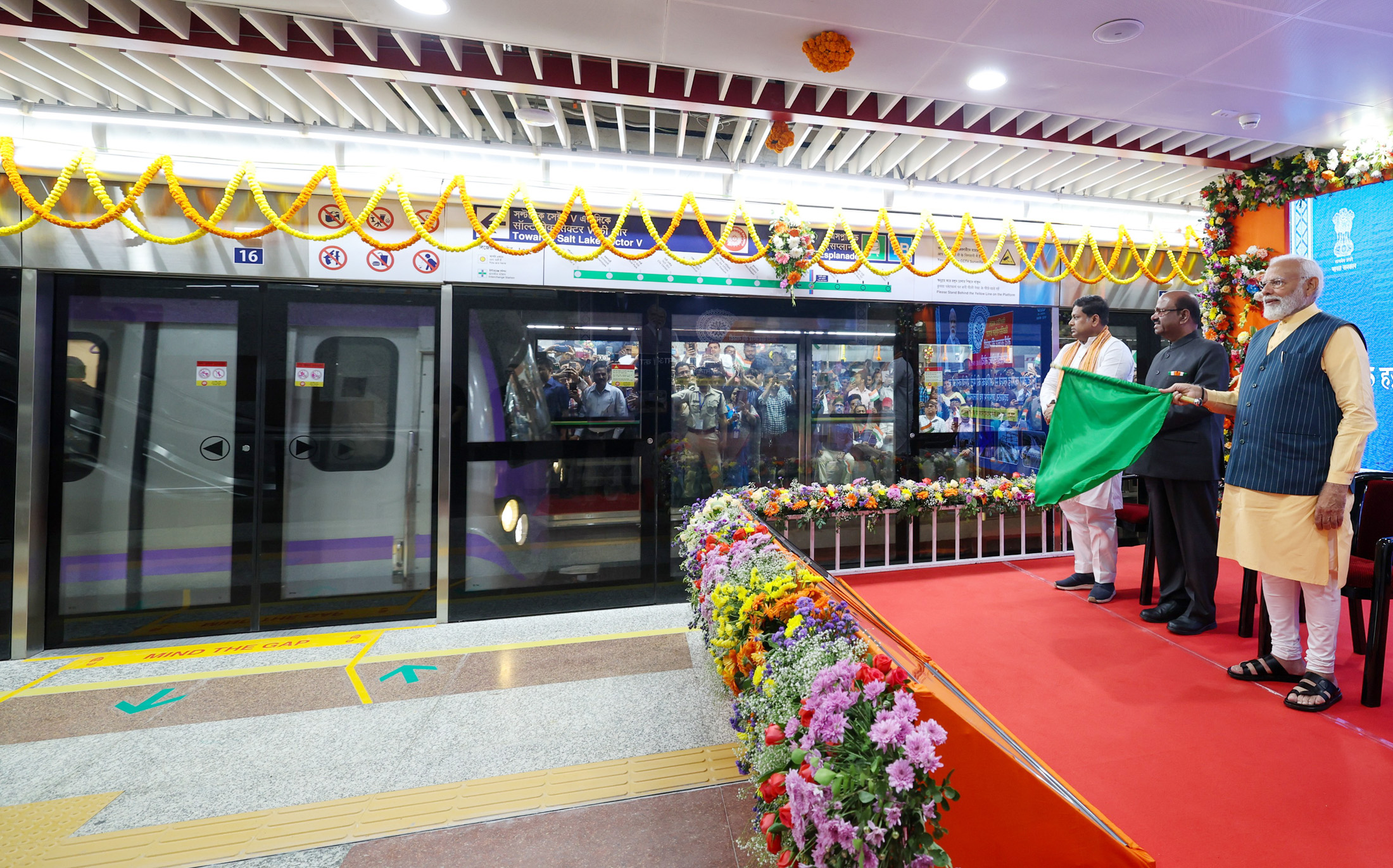
2024年3月6日，印度總理莫迪於河濱站2號線月台為2號線西段舉行通車儀式

2號線（東西線）營運中、建設中路段總共有12座車站，並以地下隧道穿越胡格利河，成為印度首條擁有水底隧道的地鐵線。2號線工程造價為₹4874.6 克若（7.5億美元），原規劃路線全長14.67公里(8.9公里位於地底，5.77公里為架空路段)。2號線於2009年3月動工建設，但工程屢次因為土地徵收及貧民窟遷移問題而停頓。2015月，2號線的走向有所變動，使線路總長度增至16.55公里（10.81公里位於地下，5.77公里為架空路段）。工程延誤和外匯虧損使工程造價上升80%至₹9000克若（11.5億美元）。
2號線東段 （Sealdah至比丹納加爾鹽湖第5區: 全長9.1公里）和西段（Howrah Maidan至河濱: 全長4.8公里）已通車。西段乘客可於河濱站轉乘1號線。2020年2月13日，東段首批6個車站（鹽湖運動場至鹽湖第5區沿途各站）投入運營
2號線使用標準軌距，每列列車有6卡車廂，並設有空調系統。所有車站月台均設月台幕門。

### 3號線（紫線）
3號線與1號線一樣使用1,676毫米的印度軌距，並使用第三軌（750V直流電）供電。每列列車有6卡車廂。
現時營運中路段長7.75公里，全為高架段，總共有7個車站。
3號線營運、建設中路段全長15.08公里。3號線由北至南建設工程分為3期：
- 河濱 - 馬德哈特（第2階段：市中心地下、高架段，建設中）
- 馬德哈特 - Joka（第1階段：市中心高架段，營運中）
- Joka - Diamond Park （第3階段：規劃中）

### 4號線（黃線）（建設中）

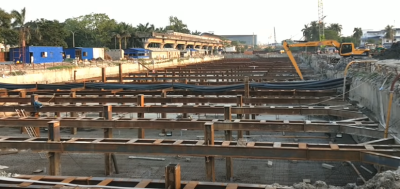
Bimar Bandar站工地

2010-2011 年預算批准了將加爾各答環形鐵路杜姆杜姆 - Bimar Bandar段整合到新地鐵線（杜姆杜姆 - 內塔吉·蘇巴斯·錢德拉·鮑斯國際機場，長 6.249 公里（3.883 英里））的工作。 該項目造價為 18.483 億盧比（相當於 2020 年的 35.2 億盧比或 4400 萬美元）。從 Biman Bandar 向東延伸 10.627 公里（6.603 英里）至 Barasat 的延伸段也獲得批准並列入 2010-2011 年預算。東延段造價為 239.772 億盧比（相當於 420 億盧比或 2020 年的 5.3 億美元）。Noapara 到 Barasat 段的建造工程由加爾各答地鐵鐵路公司（Metro Railway, Kolkata）執行。由於多次延誤和遇到障礙，該項目的總成本已增至 482.957 億盧比（相當於 2020 年的 550 億盧比或 6.9 億美元）。
在印度機場管理局 (AAI) 提出反對後，4號線設計被進一步更改。 Jessore路和 Jai Hind 地鐵站分別規劃在地面和地下，而不再使用環形鐵路的 Jessore路和 Biman Bandar 火車站。獲總理納倫德拉·莫迪同意之後，東延段將由原本於新巴拉克普爾（New Barrackpore）走出地面改為全線地下。新走線亦在 Michael Nagar 增設一站。一些報導稱，4號線將縮短至Jai Hind ，而6號線（橙線）將延伸到 Barasat。

### 5號線（粉線）（規劃中）
規劃中的粉線是從伯勒讷格尔向北延伸至巴拉克普爾，全長12.45 公里（7.74 英里）。在 2010-2011 年的預算中，它的建造成本為 206.96 億盧比（相當於 2020 年的 390 億盧比或 4.9 億美元）。這條線路旨在實現從最北部郊區到南加爾各答的快速通勤。印度鐵道部下屬機構 Rail Vikas Nigam Limited（RVNL）原本將負責執行該線的整體工程。截至 2021 年 5 月，該線尚未開始任何實體建設，並且由於地鐵建設會影響巴拉克普爾主幹道沿線的輸水管道，該項目已經停滯。為避免影響輸水管道，另一項建議為將走線改為沿著卡利亞尼高速公路。該線規劃了 11 個地鐵站。

### 6號線（橙線）
為了縮短加爾各答東南部和內塔吉·蘇巴斯·錢德拉·鮑斯國際機場之間的旅行時間，以新Garia為起點、經EM 繞道、鹽湖和 拉賈爾哈特-新鎮至機場（全長29.87 公里）的新地鐵線被獲准興建。 2011 年 2 月 7 日，時任鐵路部長瑪瑪塔·班納吉為這條線路舉行動工儀式，工項需時預計為 6 年。 詩人蘇巴斯站（Kavi Subhash）- Jai Hind 段將耗資 425.95 億盧比（5.3 億美元），並設有 24 個車站，Jai Hind 地鐵總站為地下車站。RVNL負責執行建造項目。Jai Hind 地鐵站也將設有一個機廠，這將成為印度最大的地下設施。詩人蘇巴斯站將成1、6號線的換乘站；鹽湖第5區和 Teghoria/VIP 路站將成為2、6號線的換乘站。2020 年 7 月，RVNL 為6號線剩餘部分（由於各種原因和障礙而未動工）邀請投標。
最初計劃中，Jai Hind 地鐵站為高架車站。然而，AAI 反對高架橋延伸到機場可能對飛機構成威脅，因此6號線設計被進一步修改，並將Jai Hind站轉移到地下，距離機場航站樓 150 米。 根據另一項修改後的計劃，6號線將一直延伸到 Barasat，而4號線將縮短至 Jai Hind。
2024 年 3 月 6 日，6號線第一階段（詩人蘇巴斯-Hemanta Mukhopadhyay，5.4 公里長）落成營運。

## 交通接駁
加尔各答地铁的乘客可於下列各站轉乘加爾各答通勤鐵路：
- 1號線：達克希涅斯瓦、伯勒讷格尔、杜姆杜姆、Rabindra Sarobar 及詩人蘇巴斯站
- 2號線（西段）：豪拉（豪拉交匯站）及 Mahakaran （鄰近B. B. D. Bagh站，步行約12分鐘）
- 2號線（東段）：Sealdah 及 Phoolbagan站
- 3號線：馬德哈特站
- 6號線：詩人蘇巴斯站

而建設中的4號線和6號線北段則將會於內塔吉·蘇巴斯·錢德拉·鮑斯國際機場設站。

## 运营資訊

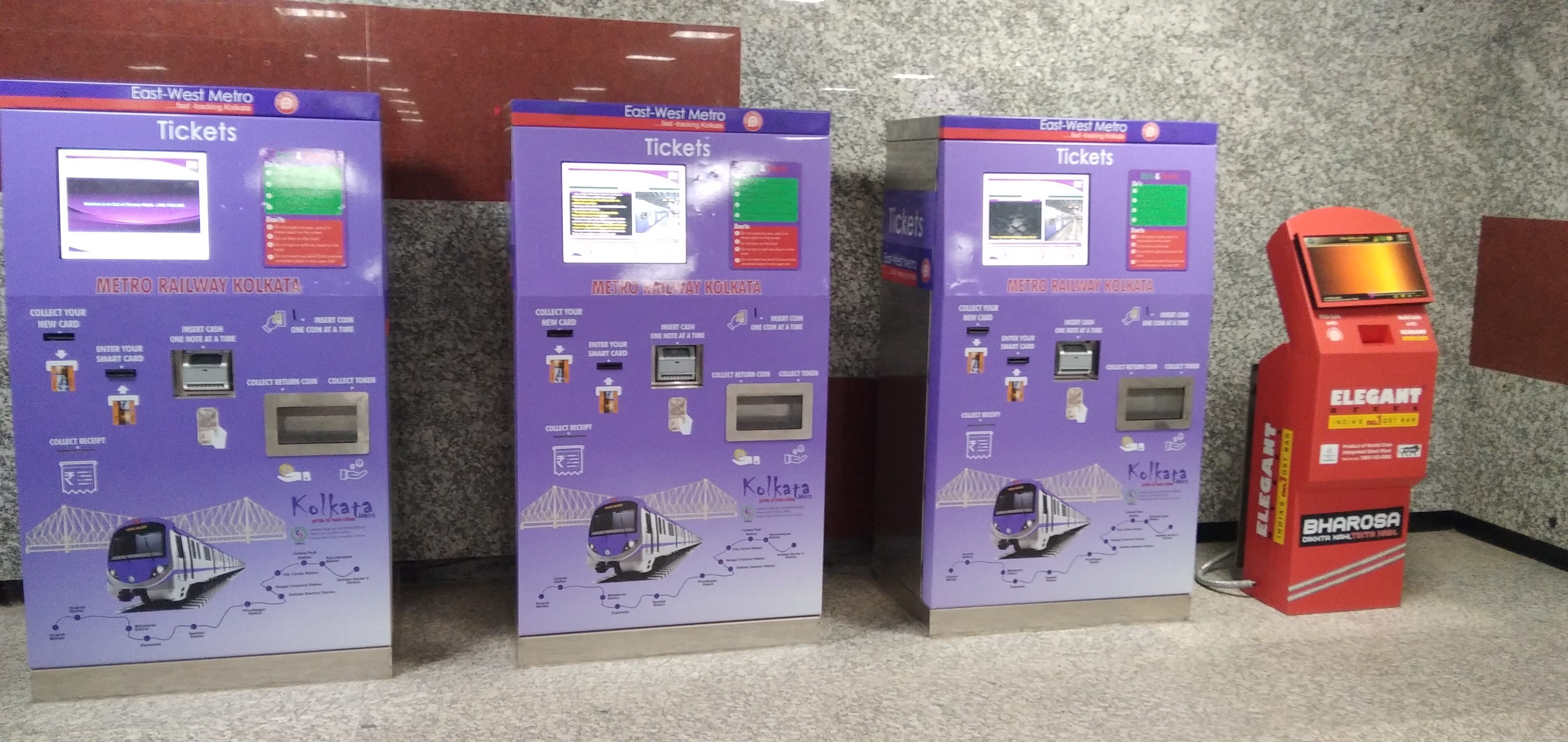
位於Sealdah站的車票販賣機

加尔各答地铁2012年在地下隧道部分引入了手机信号。大部分地面或架空车站都没有空调，只有电扇。
加爾各答地鐵原本每天共有358班列車服務。但是，其服務和時間因為2019冠狀病毒病疫情而作出了改動，截至 2022 年 7 月，它的運營時間為 06:55 至 22:30 IST。列車以 55–60 公里/小時（34.18–37.28 英里/小時）的平均速度運行，並根據客流在每個車站停留約 10 至 20 秒。 所有車站都有顯示板，用孟加拉語、印地語和英語顯示終點站、當前時間、目的地預定到達時間和列車預計抵達時間。車站亦設有電子數字時鐘。車廂內有路線圖、揚聲器和顯示器，以三種語言提供即將到達的車站的詳細信息。谷歌地圖亦可找到加爾各答地鐵的導航信息。加爾各答地鐵已經為Android智能手機用戶推出了自己的官方移動應用程式 「Metro Railway, Kolkata」，它提供車站、列車時刻、票價的相關資訊，並具有網上智能卡充值功能。

### 關愛車廂/座
2008年，加爾各答地鐵曾展開試驗，於每架列車設立兩卡女性專用車廂。由於這個做法被發現並不奏效，更給很多通勤者（包括女性）帶來不便，所以遭到取消。
現在，每個車廂均設部分座位專供女性、老年人和殘障人士使用。車廂兩端的四個座位部分專供老年人和殘障人士使用，而車廂中間、位於普通座位兩側的兩個座位則專供女性使用。 

### 车票

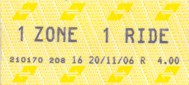
舊式磁帶车票，已於2011年被塑膠代幣取代

加尔各答地铁乘客可以使用現金購買單程票，或將現金儲入智能卡以支付車資。加爾各答地鐵的票務系統並未與加爾各答市郊鐵路整合。
加爾各答地鐵票價基於預定的距離公式。各線的起步價為全印度最低，為 5 盧比。1號線（藍線）的票價從 5 到 25 盧比；2號線（綠線）、3號線（紫線）的票價為 5 到 20 盧比。5歲以下的幼童可免費乘搭地鐵。
| 乘坐距離（公里） | 車資（盧比） |
| ---------------- | ------------ |
| 0-2              | 5            |
| 2-5              | 10           |
| 5-10             | 15           |
| 10-20            | 20           |
| 20以上           | 25           |

| 乘坐距離（公里） | 車資（盧比） |
| ---------------- | ------------ |
| 0-2              | 5            |
| 2-5              | 10           |
| 5-10             | 20           |
| 10-16.5          | 30           |

由於2、3號線現時開通營運的路段長度均少於10公里，因此兩線的最高票價同樣為20盧比。

#### 單程票：塑膠代幣
加爾各答地鐵曾於 1984 至 2011 年使用磁帶車票系統。 2011 年 8 月，加爾各答地鐵引入了鐵路資訊系統中心（Centre for Railway Information Systems, CRIS）與喀拉拉邦電子發展公司（Keltron）合作推出的射頻識別IC代幣。舊的磁帶車票讀卡器亦被新的射頻識別器取代。
在2019冠狀病毒病疫情期間，加尔各答地铁曾於2020年2月至2021年11月暫停使用塑膠代幣。

#### 智能卡
引入塑膠代幣後，加爾各答地鐵引入了 CRIS 提供的智能卡服務。最初，加爾各答地鐵使用了四種不同類型的智能卡：最低額多程卡 (Minimum Multi Ride, MMR)、限額多程卡 (Limited Multi Ride, LMR)、普通多程卡 (General Multi Ride, GMR) 和擴展多程卡 (Extended Multi Ride, EMR)。它們於 2013 年 11 月 7 日被撤銷，並被單一類型的智能卡（通用智能卡）取代。
加爾各答地鐵還推出了兩款供旅客使用的新型旅遊智能卡（旅遊智能卡I 和旅遊智能卡II）。這些智能卡可以用作無限次乘坐各條路線，價格分別為 250 盧比（智能卡I ：一天有效）及550 盧比（智能卡II ：三天有效）。此外，購買兩款旅遊智能卡時，亦需額外支付 80 盧比的保證金。旅遊智能卡過期後，除了將智能卡退還以取回保證金外，亦可重新充值作再次使用。
所有智能卡都適用於所有路線。2020年7月1日，加爾各答地鐵推出了在線智能卡充值系統。

### 安全
每个车站都配备了监控摄像、金属探测仪、行李安检设备，可谓是该市最安全的交通方式。

## 車站相片

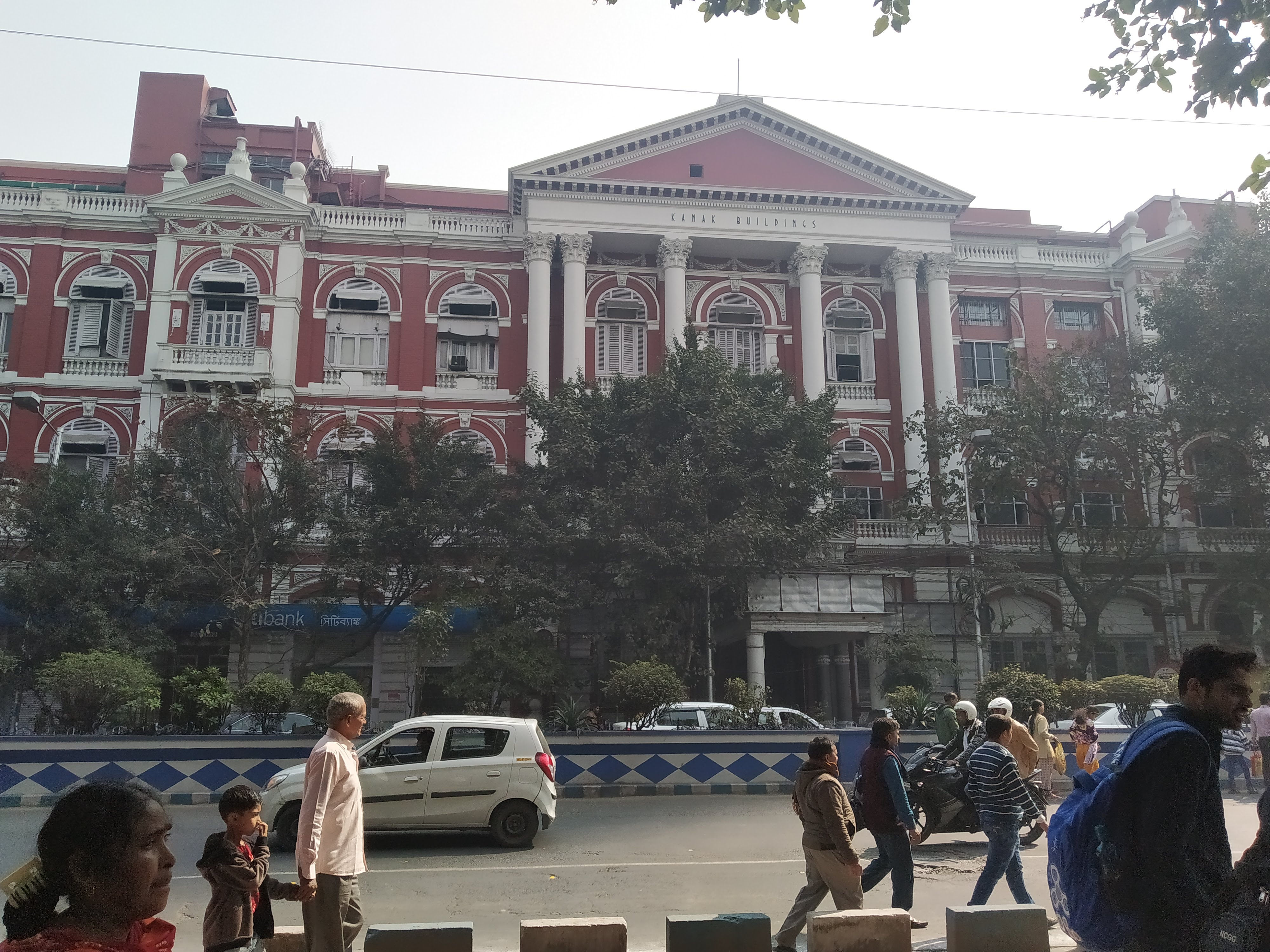
位於1號線首通段的馬坦站，因馬坦公園而得名，出入口亦位於該公園旁
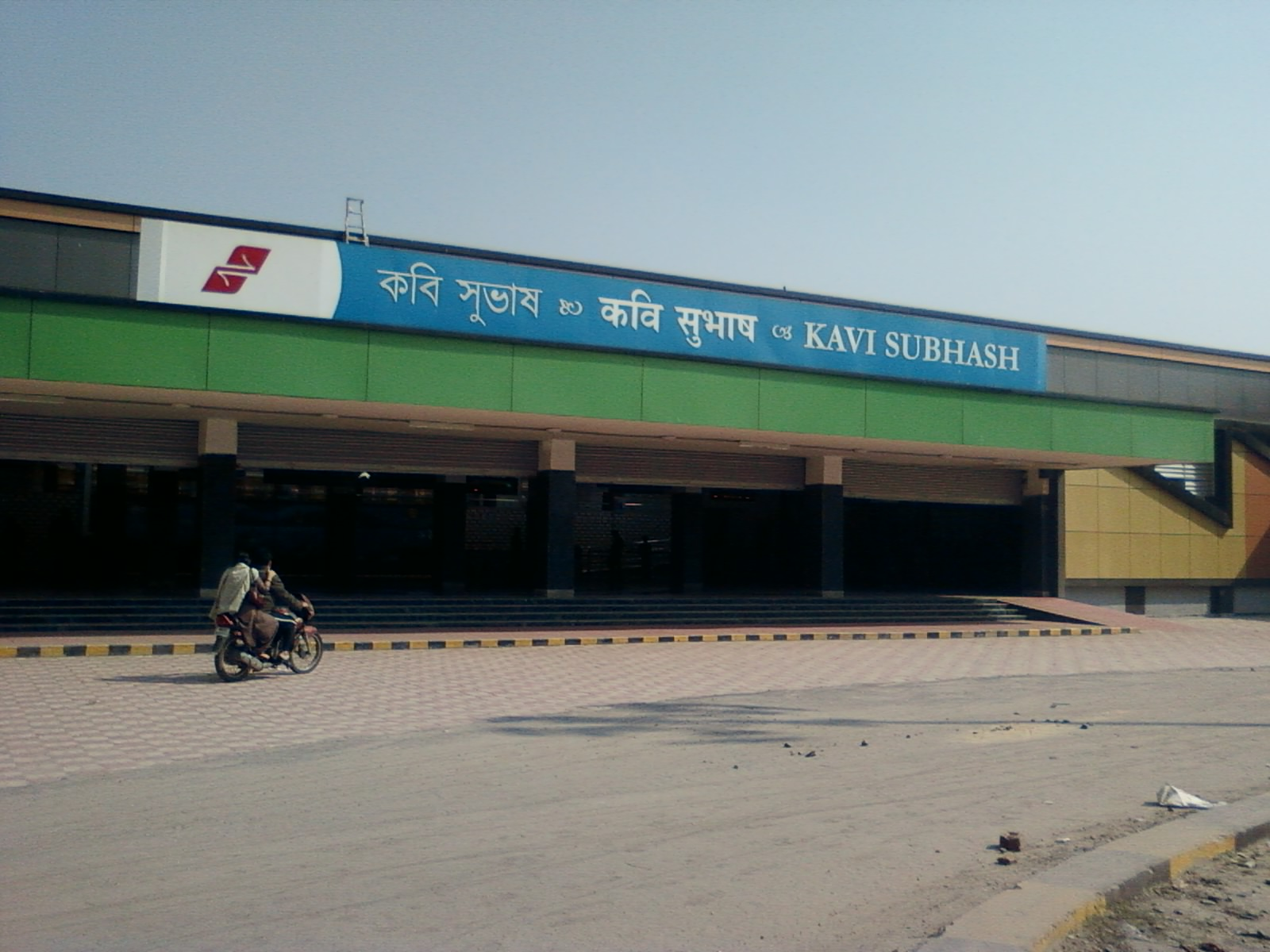
1號線的詩人蘇巴斯站，於2010年啟用
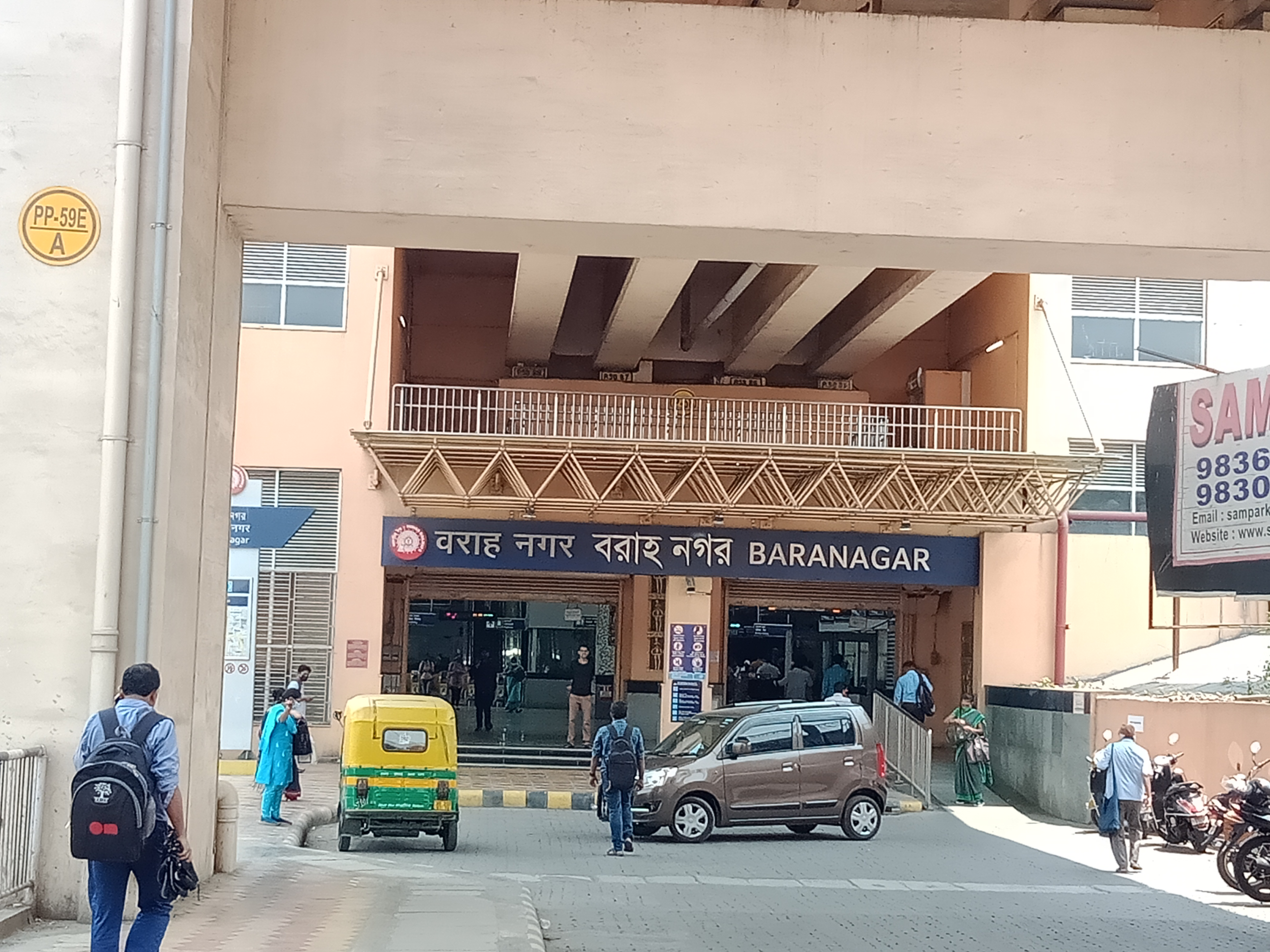
伯勒讷格尔站，於2021年隨1號線北延伸段通車而啟用
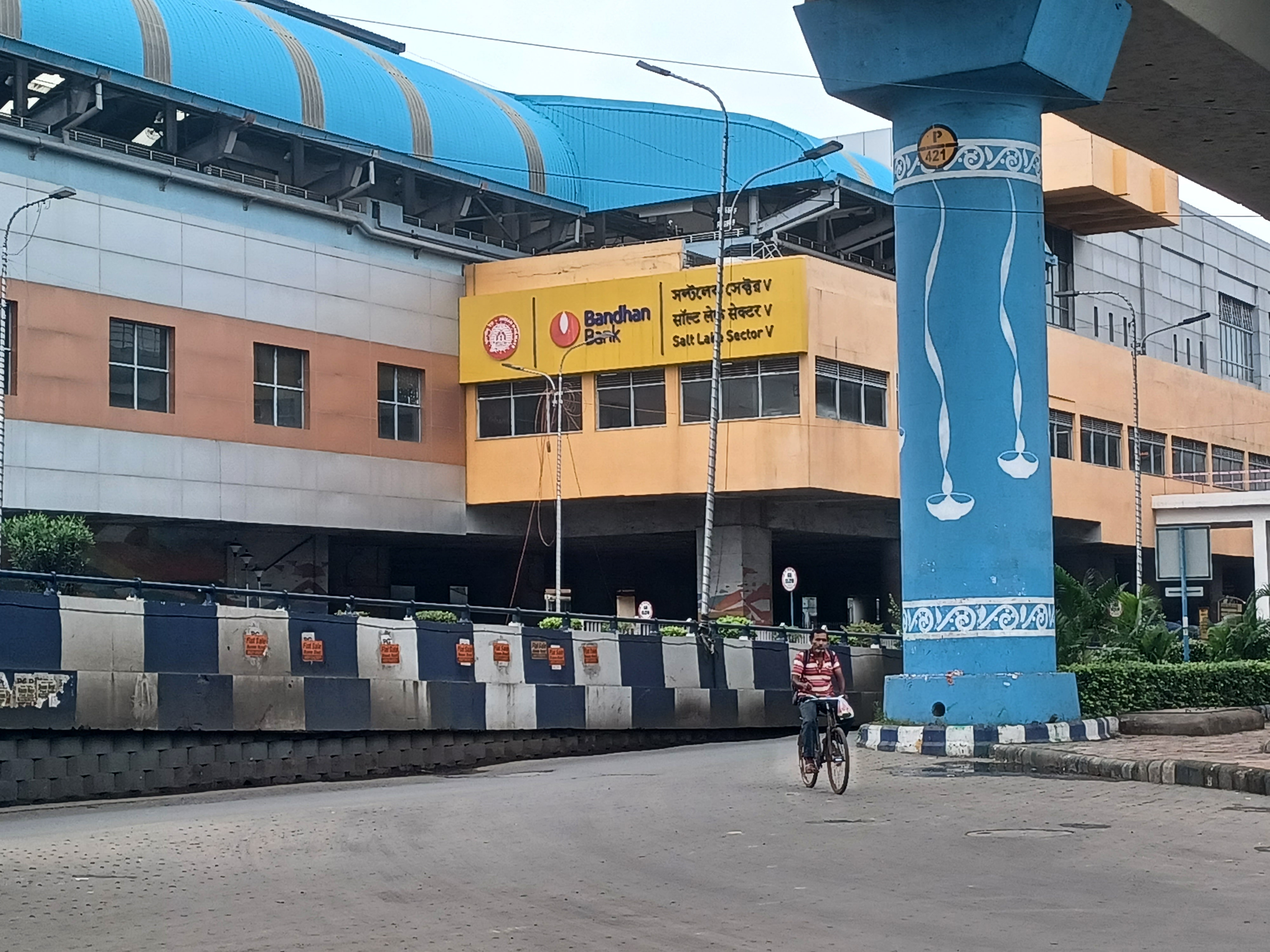
鹽湖第5區站，2號線首批啟用的車站之一
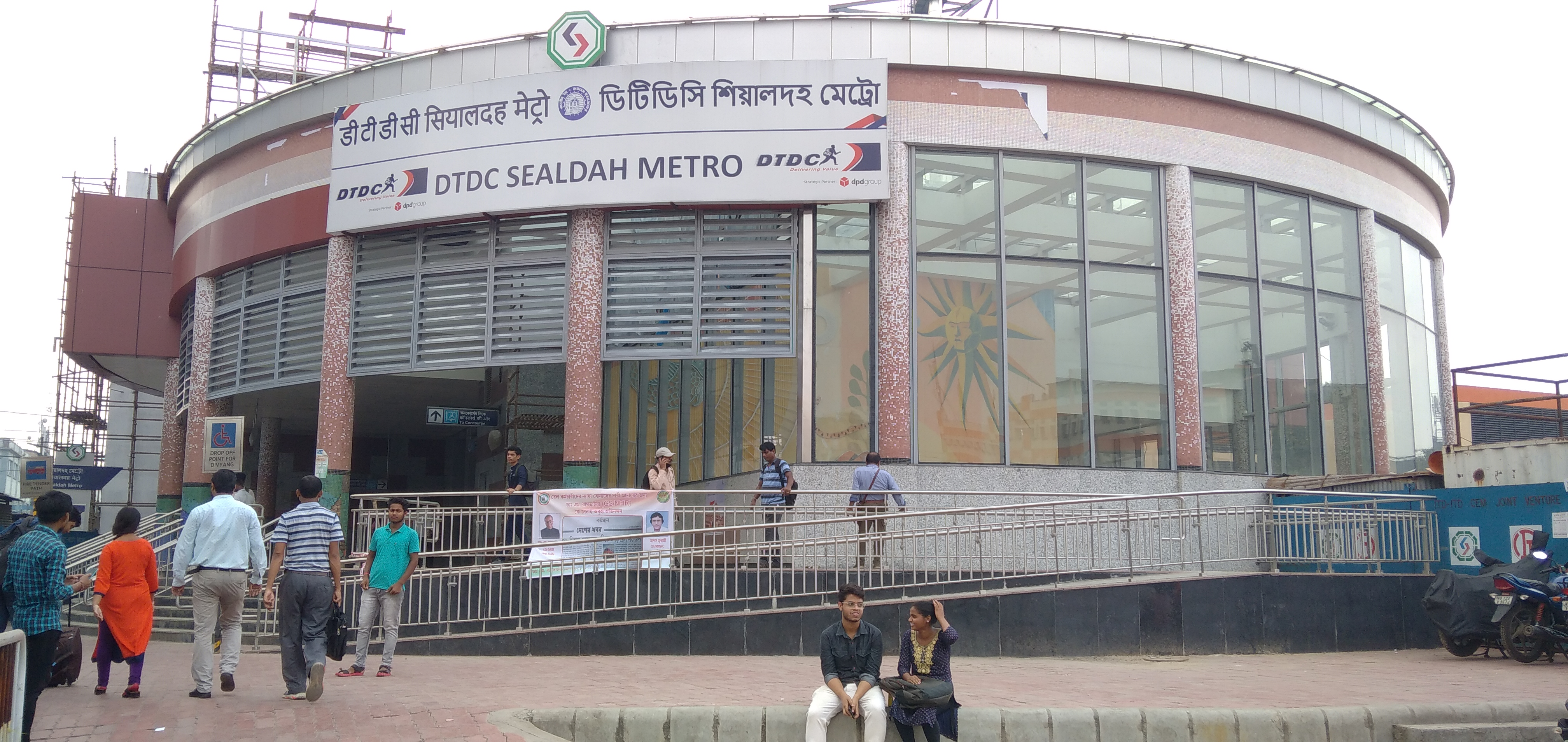
2號線東段的Sealdah站出入口，該站是該線第2個啟用的地下車站
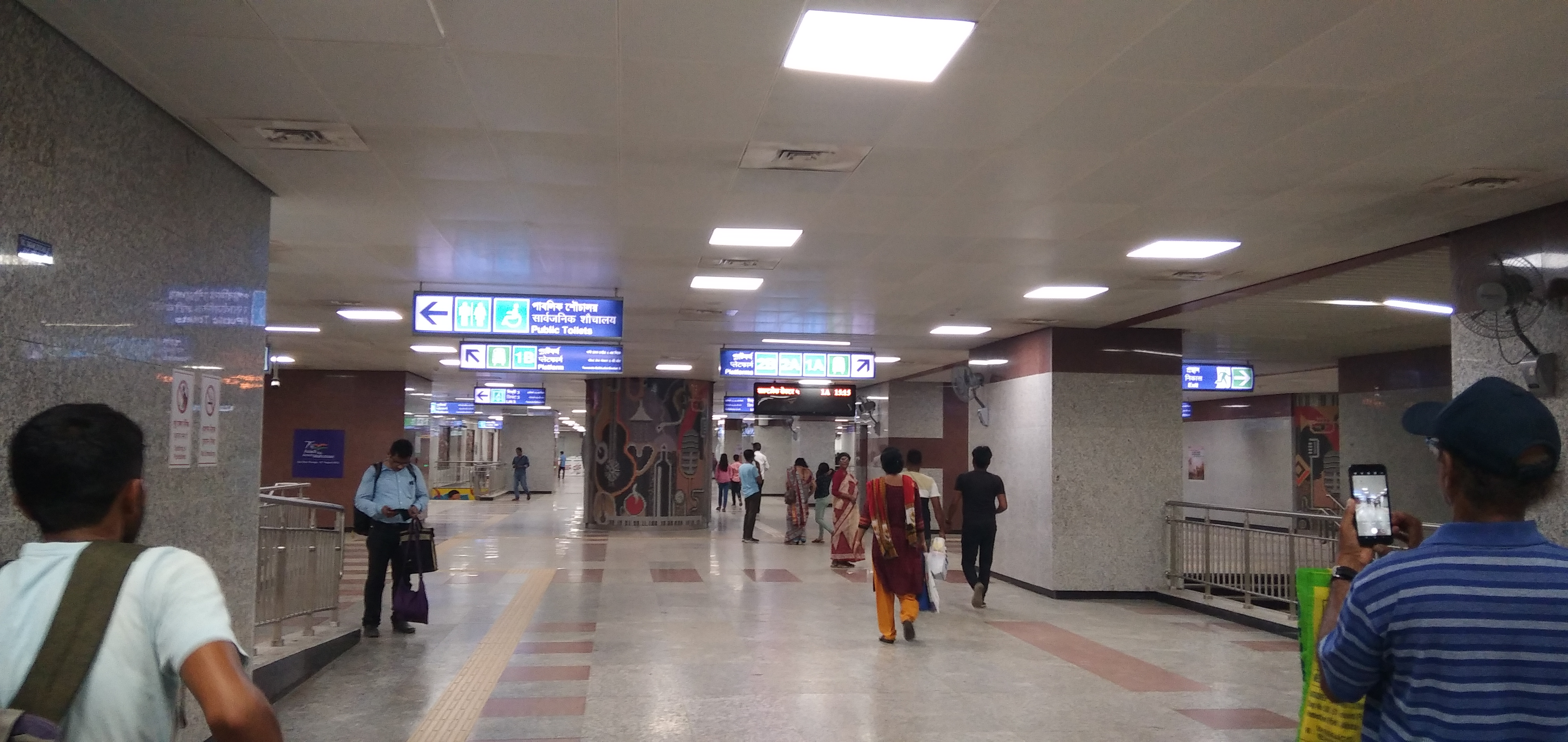
Sealdah站地下大堂
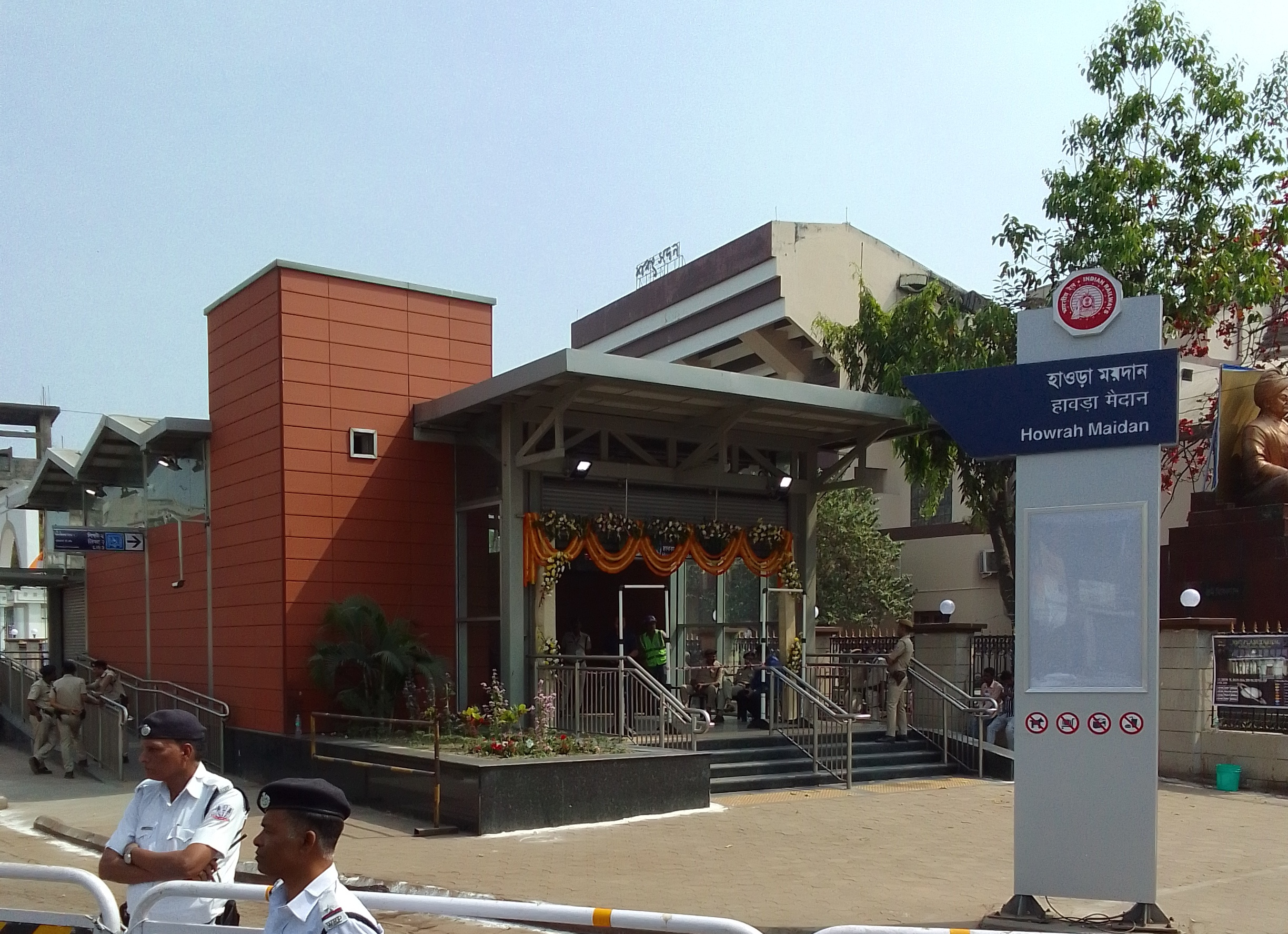
豪拉馬坦站入口
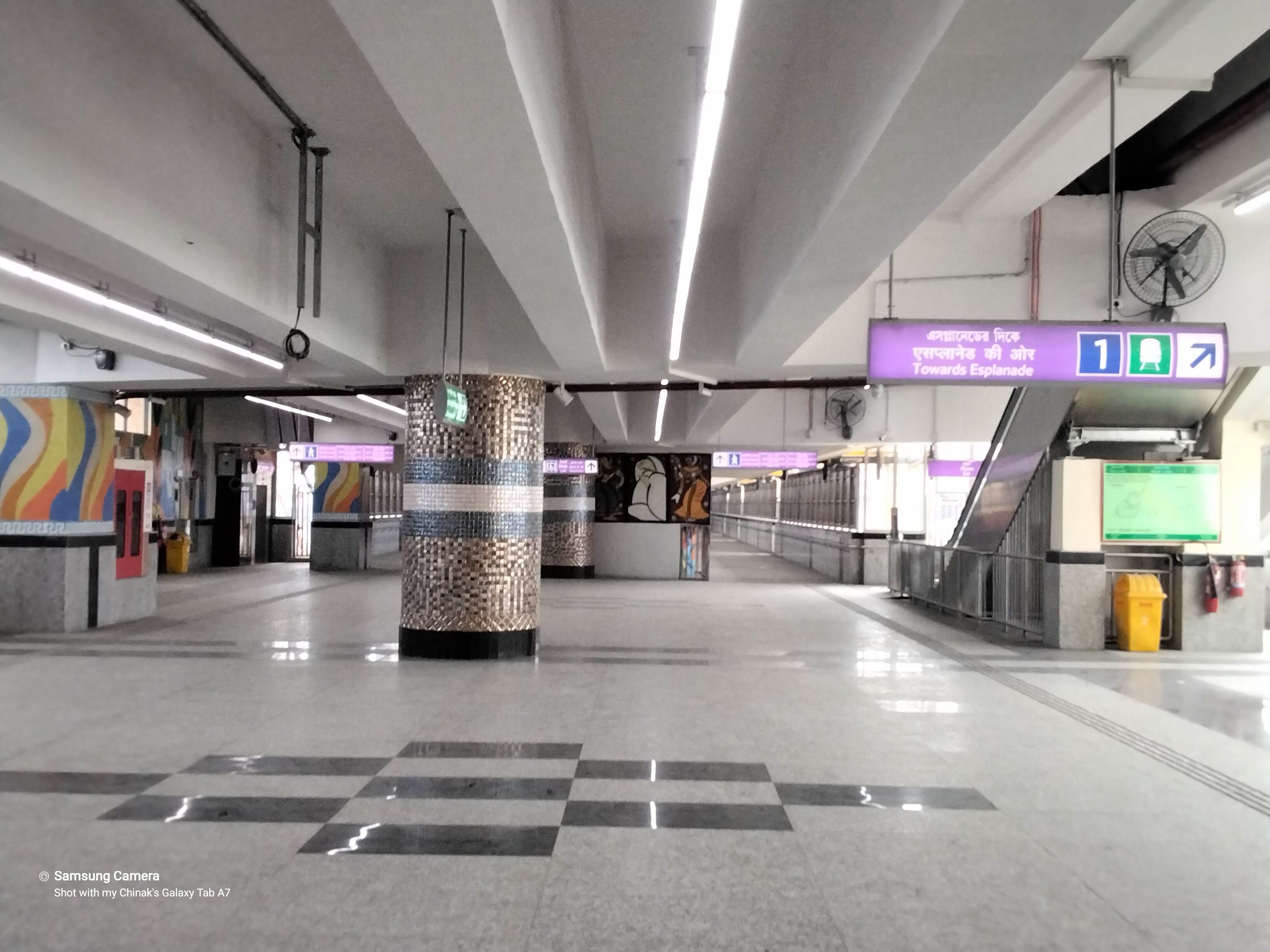
3號線馬德哈特站大堂
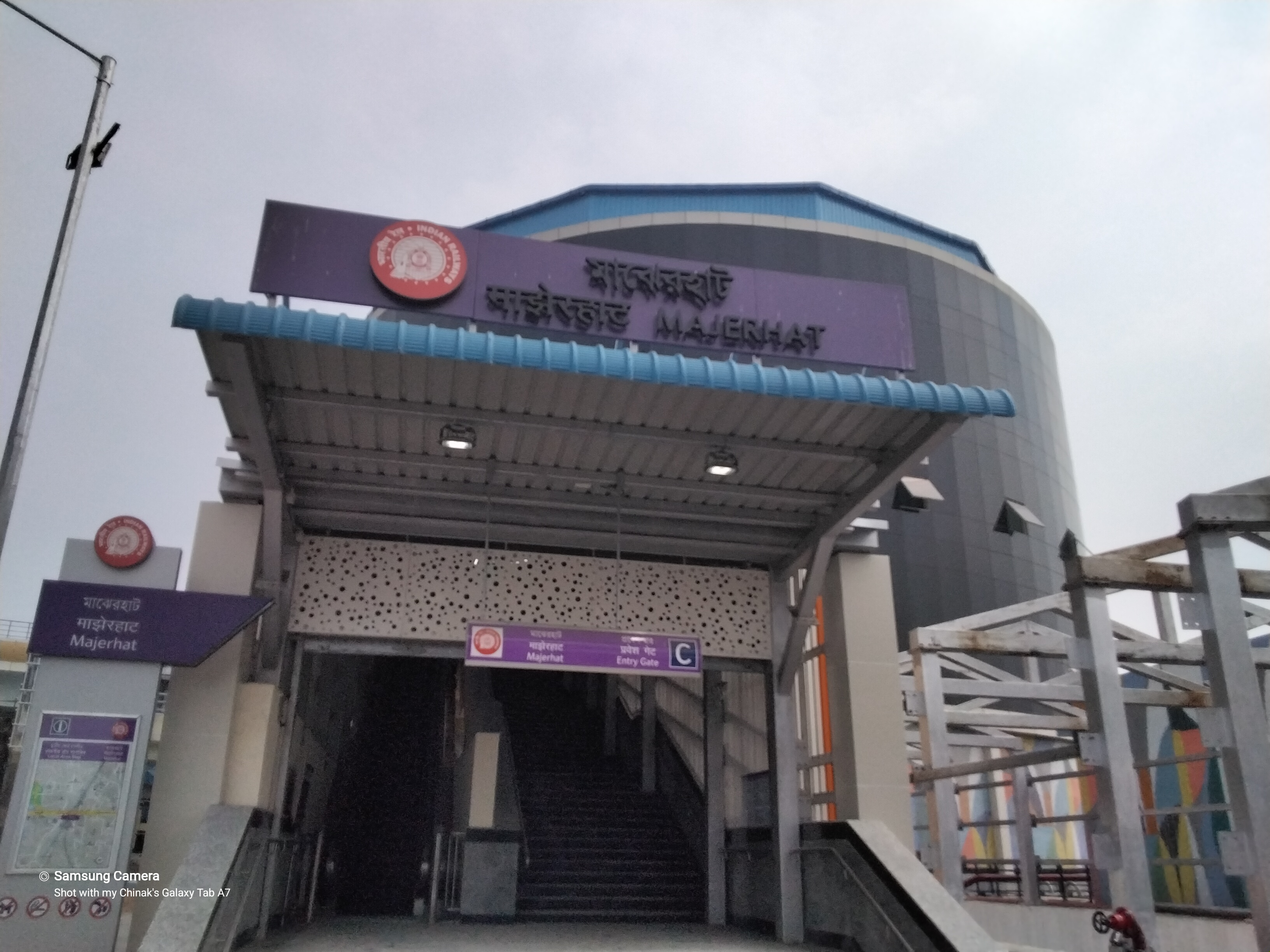
馬德哈特站入口
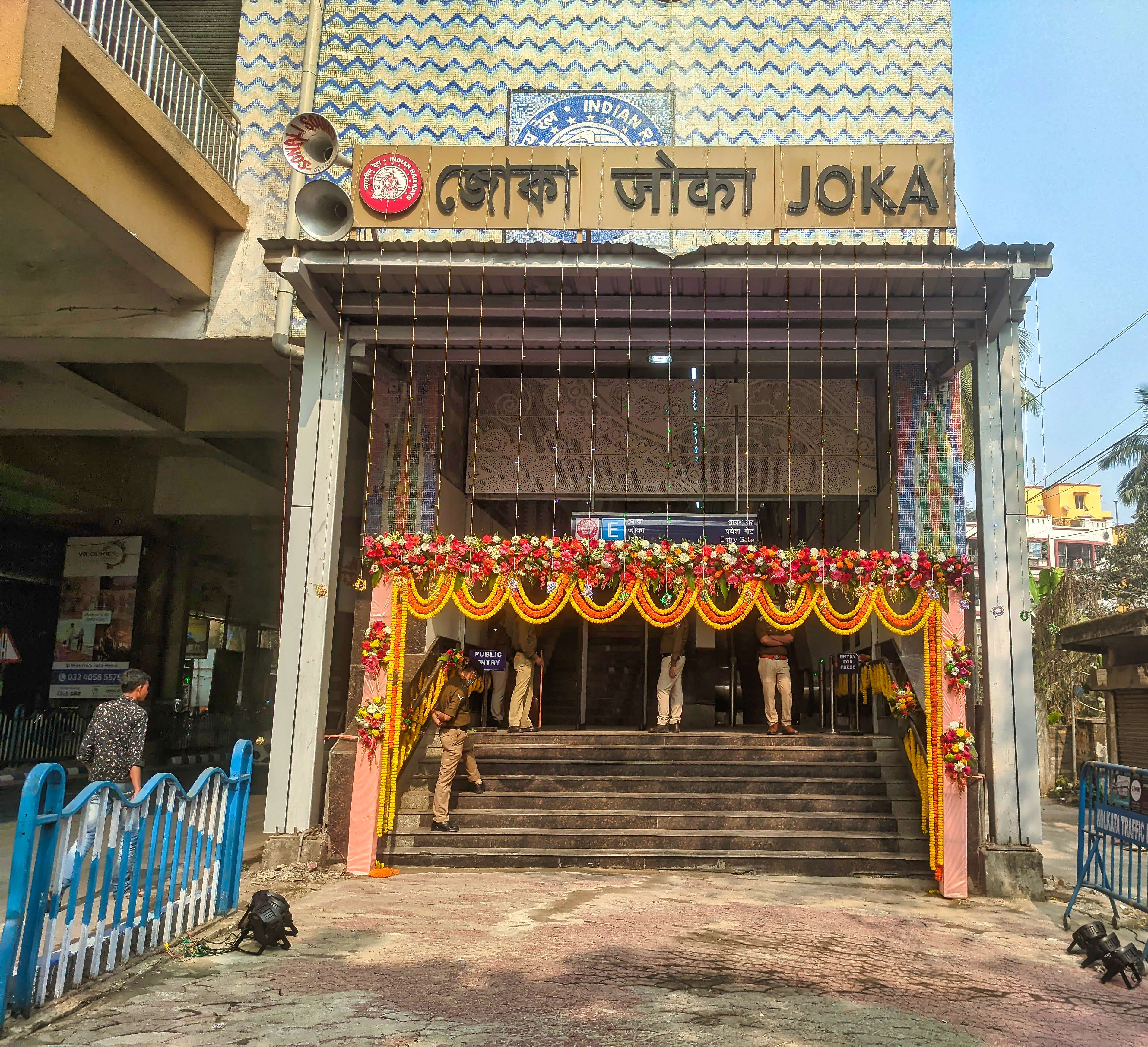
3號線Joka站E出口
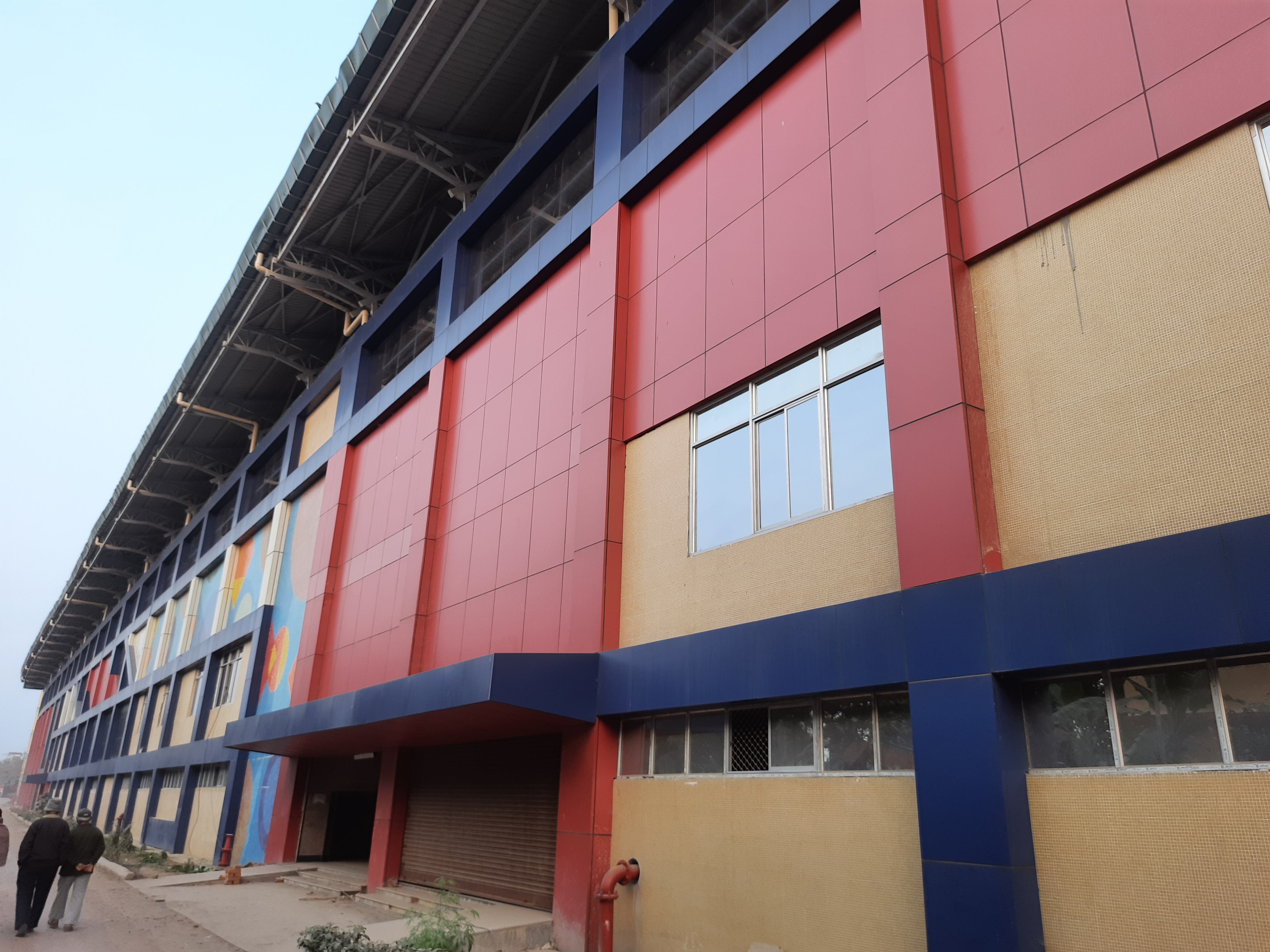
4號線的杜姆杜姆軍營（Dum Dum Cantonment）站
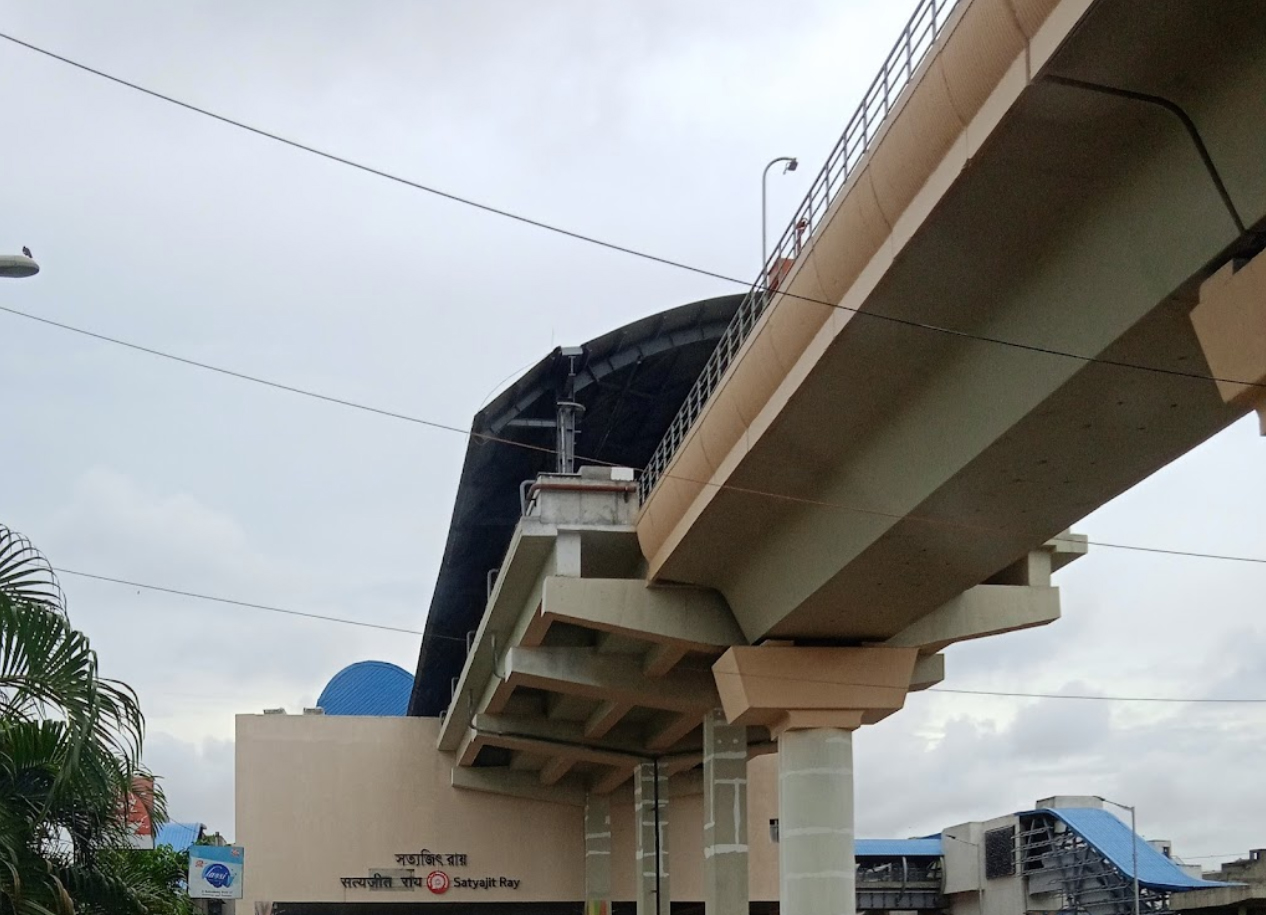
6號線的薩雅吉·雷站